# Lesní hora (Krkonoše)
Lesní hora (německy Baumberg) je vrchol v České republice ležící v Krkonoších.

## Poloha
Lesní hora je nevýrazný vrchol v prostoru Širokého hřbetu asi 2 kilometry severozápadně od Pece pod Sněžkou a 3,5 km jihozápadně od nejvyšší hory Krkonoš Sněžky. Prudké svahy se nacházejí na severní a jižní straně hory. Směrem na jihovýchod k Peci pod Sněžkou je spád pozvolnější. Severozápadně od vrcholu je pouze mělké sedlo. Vrchol se nachází na území Krkonošského národního parku.

## Vodstvo
V nevelké vzdálenosti od vrcholu směrem na jihovýchod pramení Pecký potok, který stéká po jejím úbočí směrem k Peci pod Sněžkou, kde se zleva vlévá do Zeleného potoka. Ten protéká Zeleným dolem pod jižním svahem hory. Modrým dolem pod severním svahem protéká Modrý potok. Oba jsou pravými přítoky Úpy.

## Vegetace
Celý povrch hory býval pokryt smrkovou monokulturou, která je nyní z velké části vykácena a velkou část vrcholových partií Lesní hory nyní zaujímají zvolna zarůstající paseky.

## Komunikace a stavby
Po jižním úbočí Lesní hory stoupá k severozápadu neveřejná asfaltová komunikace z Pece pod Sněžkou na Richterovy boudy, Výrovku a Luční boudu nazývaná Čertovy schody. V prostoru mezi nadmořskou výškou 950 a 1000 metrů obchází vrchol z východu kapacitní lesní cesta. V blízkosti vrcholu prochází i červeně značený trasa Okruh Zeleným a Modrým dolem. Mimo úseku po Čertových schodech vede tato trasa převážně po pěšinách. Žádné významné stavby se v okolí vrcholu hory nenacházejí. Asi jeden kilometr západním směrem vzdálené Richterovy boudy se nacházejí již za sedlem na pokračujícím Širokém hřbetu.